# Legionovia
Il Legionovia è una società pallavolistica femminile polacca, con sede a Legionowo, militante nel massimo campionato polacco, la Liga Siatkówki Kobiet.

## Storia
Il Legionowskie Towarzystwo Siatkówki Legionovia viene fondato nel 1957. Dopo la mancata promozione alla seconda serie del 1959, la squadra si trasferisce a Varsavia, dove resta fino al 1980, quando rientra a Legionowo, iniziando a concentrare i propri sforzi interamente sul settore giovanile. Negli anni duemila il club inizia a partecipare alle serie minori del campionato polacco, finché nel 2012 ottiene la promozione in Liga Siatkówki Kobiet. Dopo aver cambiato nome in Legionovia, lasciando giocare sotto la vecchia denominazione le formazioni giovanili, il club debutta nella stagione 2012-13 ottenendo la salvezza dopo i play-out ed il challenge match.

## Rosa 2021-2022
| N° | Nome              | Ruolo | Data di nascita  | Nazionalità sportiva |
| -- | ----------------- | ----- | ---------------- | -------------------- |
| 1  | Maja Tokarska     | C     | 22 febbraio 1991 | Polonia              |
| 2  | Lauren Barfield   | C     | 15 marzo 1990    | Stati Uniti          |
| 2  | Gabriela Dębowska | C     | 25 agosto 2003   | Polonia              |
| 3  | Olivia Różański   | S     | 5 giugno 1997    | Polonia              |
| 6  | Magdalena Damaske | S     | 19 febbraio 1996 | Polonia              |
| 7  | Daria Szczyrba    | S     | 2 dicembre 1998  | Polonia              |
| 8  | Sonia Stefanik    | C     | 8 ottobre 2002   | Polonia              |
| 10 | Yaprak Erkek      | S     | 2 settembre 2001 | Turchia              |
| 11 | Izabela Lemańczyk | L     | 11 dicembre 1990 | Polonia              |
| 12 | Diana Dąbrowska   | P     | 12 agosto 2001   | Polonia              |
| 13 | Hanna Tylska      | S     | 9 aprile 2003    | Polonia              |
| 14 | Maja Szymańska    | O     | 15 aprile 2002   | Polonia              |
| 16 | Klaudia Kulig     | L     | 1º maggio 1997   | Polonia              |
| 17 | Gyselle Silva     | O     | 29 ottobre 1991  | Azerbaigian          |
| 18 | Aleksandra Gryka  | C     | 6 febbraio 2000  | Polonia              |
| 21 | Alicja Grabka     | P     | 9 maggio 1998    | Polonia              |

## Denominazioni precedenti
- 1957-2012: Legionowskie Towarzystwo Siatkówki Legionovia